# Campeonato Brasileiro de Rali de Velocidade
Campeonato Brasileiro de Rali é uma série de rali organizada pela Confederação Brasileira de Automobilismo disputado em oito etapas em cinco estados brasileiros, Rio Grande do Sul, Santa Catarina, Paraná, São Paulo e Minas Gerais. O campeonato divide-se em cinco categorias sendo o campeão de cada categoria o competidor que somar o maior número de ponto no final das oito etapas, tendo direito a um descarte. O sistema de pontuação do Campeonato brasileiro de rali é similar ao do campeonato mundial, marcando, do 1° ao 8° lugares, respectivamente, 10, 8, 6, 5, 4, 3, 2 e 1 pontos. Atualmente competem veículos das marcas Peugeot, Mitsubishi, Volkswagen e Chevrolet.

## História
No Brasil tudo começou no início da década de 50, quando um grupo da Sociedade Esportiva e Cultural dos Empregados da Light (SEGEL) resolveu organizar ralis na cidade de São Paulo. Eram provas muito mais de cunho social do que desportivo. No fundo, estava-se aplicando o exato significado da palavra inglesa rally - reunião, confraternização.
Em 1961, foi organizado o primeiro campeonato regional de rali, em São Paulo. Quatro anos mais tarde Rio de Janeiro, Minas Gerais, Paraná, Santa Catarina e Rio Grande do Sul também organizaram campeonatos regionais. O primeiro campeonato nacional aconteceu em 1973. Em 2008 o campeonato brasileiro chegou a sua 27ª edição.

## Categorias
O Campeonato brasileiro de rali divide-se em cinco categorias: N4, N3, A6, N2 e N2 light. Todos os veículos devem ter sua ficha de homologação devidamente regularizada junto a CBA, CODASUR ou FIA. Os veículos nacionais do grupo N, que não possuem suas fichas de homologação, podem disputar o campeonato, devendo apresentar o manual do fabricante do veículo, que será utilizado nas vistorias.
Para os veículos do Grupo A, a preparação de motor, câmbio e suspensão são praticamente livres. Os veículos do Grupo N mantêm motor e câmbio originais, assim como parte do interior do carro. A preparação da suspensão é livre.
| Categoria | Especificação                                                                     |
| --------- | --------------------------------------------------------------------------------- |
| N4        | veículos até 2000cc, turbo, tração 4x4                                            |
| N3        | veículos entre 1601 e 2000cc, tração 4x2                                          |
| A6        | veículos entre 1401 e 1600cc, tração 4x2                                          |
| N2        | veículos entre 1401 e 1600cc, tração 4x2                                          |
| N2 light  | veículos entre 1401 e 1600cc, tração 4x2 (Cat. Acesso – sem pilotos experientes). |

## Etapas em 2009
No Campeonato brasileiro de rali as etapas tem na sua maioria apenas um dia de disputas, ao contrário das etapas dos campeonatos mundial e sul-americano que tem de dois a três dias. A temporada 2009 se constitui de oito etapas em cinco estados. Sendo elas:
| Data  | Estado            | Rally                          |
| ----- | ----------------- | ------------------------------ |
| 08/03 | Paraná            | Rali Internacional de Curitiba |
| 12/04 | Santa Catarina    | Rali de Tijucas ou Blumenau    |
| 09/05 | Rio Grande do Sul | Rali Internacional de Erechim  |
| 07/06 | Minas Gerais      | Sede a definir                 |
| 12/07 | Santa Catarina    | Sede a definir                 |
| 23/08 | São Paulo         | Sede a definir                 |
| 20/09 | Minas Gerais      | Rali de Ouro Branco            |
| 09/10 | Rio Grande do Sul | Rali de Estação                |

## Etapas em 2018
A temporada 2018 se constitui etapas em cinco estados, sendo elas:
| Data  | Estado            | Rally                         |
| ----- | ----------------- | ----------------------------- |
| 08/04 | Rio Grande do Sul | Rali Estação                  |
| 27/05 | Rio Grande do Sul | Rali Internacional de Erechim |
| 22/07 | São Paulo         | Rali de Inverno               |
| 16/09 | Santa Catarina    | Rali de São Bento             |
| 18/11 | Paraná            | Rali do Paraná                |